# Paul Cloché
Paul Eugène Charles Louis Cloché, né le 9 février 1881 à Sathonay et mort le 15 novembre 1961 à Besançon, est un historien français de la Grèce antique et professeur d'histoire ancienne.

## Biographie
Paul Eugène Charles Louis Cloché est né le 9 février 1881 à Sathonay (Ain).
Ses études secondaires sont marquées par différents déplacements, il fut élève à Besançon, Nancy et à Paris au lycée Louis-le-Grand de 1896 à 1897, année où il obtient son baccalauréat ès lettres. Il est ensuite reçu à l'École normale supérieure, où il est élève de 1902 à 1906.
Cloché obtient sa licence ès lettres en 1903, puis l'agrégation d'histoire et de géographie deux ans plus tard. Il entame alors sa carrière d'enseignant dans les lycées de Douai, Saint-Quentin et Orléans de 1906 à 1919. Pendant cette période, il prépare une thèse de doctorat portant sur la restauration de la démocratie à Athènes en 403 av. J.C. Il obtient son doctorat ès lettres en 1915.
En 1919, il est nommé chargé de cours d'histoire ancienne et médiévale à l'Université de Besançon. Il devient professeur adjoint en 1920, puis professeur de 1922 à 1946. C'est en tant que doyen de la Faculté de lettres de Besançon qu'il finit sa carrière en 1951. Il y est collègue du spécialiste du jansénisme Edmond Préclin. Après sa retraite, il est nommé membre correspondant de l'Académie des inscriptions et belles-lettres.
Historien et savant prolifique, il écrit plus d'une centaine d'articles et une vingtaine d'ouvrages, dont sa thèse La Restauration démocratique à Athènes en 403 avant J.-C qui est devenue une référence dans ce domaine d'études. Elle est encore citée aujourd'hui dans des publications historiques. Il continue d'écrire et publier des ouvrages historiques après sa retraite, dont notamment Histoire de la Macédoine jusqu'à l'avènement d'Alexandre le Grand en 1960.
Durant sa longue carrière, il obtient plusieurs prix et décorations : il est nommé officier d'Académie en 1922 puis officier de l'Instruction publique en 1934, et reçoit la Légion d'honneur en 1946.
Il décède à l'âge de 80 ans le 15 novembre 1961. Il était marié et avait deux filles.

## Postérité
Un amphithéâtre du site Mégevand de l'UFR Sciences du langage, de l'homme et de la société de l'Université de Franche-Comté (anciennement Faculté des lettres de Besançon) porte le nom de Paul Cloché.

## Publications
- La restauration démocratique à Athènes en 403 av. J.-C., doctorat ès lettres, Faculté des lettres de l'Université de Paris, 1915 (thèse principale).
- Étude chronologique sur la troisième guerre sacrée, 356-346 av. J.-C., doctorat ès lettres, Faculté des lettres de l'Université de Paris, 1915 (thèse complémentaire).
- La civilisation athénienne, Paris, Armand Colin, 1927, rééditions 1935 et 1956.
- La politique étrangère d'Athènes de 404 à 338 av. J.-C., Paris, Félix Alcan, 1934.
- Démosthène et la fin de la démocratie athénienne, Mayenne, Paris, impr. Floch, Payot, 1937.
- Le siècle de Périclès, Paris, Presses universitaires de France, 1949, rééditions 1956, 1960, 1970.
- La démocratie athénienne, Paris, Presses universitaires de France, 1951.
- Alexandre le Grand et les essais de fusion entre l'Occident gréco-macédonien et l'Orient, Paris, Presses universitaires de France, 1954, réédition 1961.
- Un fondateur d'Empire, Philippe II de Macédoine, Saint-Étienne, Dumas, 1955.
- Le monde grec aux temps classiques de 500 à 336 av. J.-C., Paris, Payot, 1958.
- La dislocation d'un empire : les premiers successeurs d'Alexandre le Grand, 323-281 av. J.-C., Paris, Payot, 1959.
- Histoire de la Macédoine jusqu'à l'avènement d'Alexandre le Grand (336 av. J.-C.), Paris, Payot, 1960.
- Isocrate et son temps, Paris, Les Belles lettres, 1963, réédition 1978 (posthume[8]).

## Distinctions

### Décorations
- Officier d'Académie (1922)
- Officier de l'Instruction publique (1934)
- Chevalier de la Légion d'honneur (1946)

### Récompenses
- Prix Zographos de l'Association des études grecques (1916)
- Correspondant de l'Académie des inscriptions et belles-lettres (1955)
- Prix de l'Académie des inscriptions et belles lettres : Ambatiélos (1935), Bordin (1938), Ambatiélos (1952), Bordin (1953)